# Miturga parva
Miturga parva là một loài nhện trong họ Miturgidae.
Loài này thuộc chi Miturga. Miturga parva được Henry Roughton Hogg miêu tả năm 1914.